# Starý hřbitov (Kežmarok)
Starý hřbitov je historický hřbitov ze 17. století nacházející se ve městě Kežmarok. V roce 1981 byl vyhlášený za národní kulturní památku.

## Historie
Nejstarší kežmarské hřbitovy se nacházely u kostela svatého Michala, svaté Alžběty a u kostela  svatého Kříže. Kostel svatého Michala patřil slovanské osadě, která stála na Michalském vrchu nad dnešní železniční stanicí. Jeho pozdně románské základy z 12. století byly odkryty roku 1987. Kostel svaté Alžběty patřil osadě saských kolonistů a jeho základy jsou datované do poloviny 13. století. Na místě původní, pravděpodobně románské kapličky, ve 14. století postavili kostel svatého Kříže. Vážené osobnosti zde byly pochovávány do hrobek pod kostely.
V čase protireformace museli protestanti pochovávat svoje mrtvé mimo městských hradby – tak vznikl v roce 1674 dnešní hřbitov. Postupně se rozšiřoval a od roku 1784 se do něho začali pochovávat i katolíci – na levou stranu, zatímco na pravé straně byly hroby protestantů. Tento zvyk se zachoval do první poloviny 20. století.
Hřbitov byl vícekrát rozšířen, naposledy v letech 1867 – 1868, kdy byl upraven jeho vstup na způsob pozdně gotického průčelí s velkou vstupní branou. Vstup projektoval a realizoval kežmarský architekt Viktor Lazary.
V Kežmarku se nacházejí celkem tři hřbitovy. Kromě Nového hřbitova a Starého hřbitova, které se na pohřbívání využívají dodnes, je ve městě i ortodoxní židovský hřbitov, založený po vzniku tamní židovské obce v roce 1867, který je  přístupný jen po předcházející dohodě s jeho správcem.